# Альдо Донеллі
Альдо Тео "Буфф" Донеллі (англ. Aldo Teo "Buff" Donelli, 22 липня 1907 — 9 серпня 1994) — американський футболіст, що грав на позиції нападника, зокрема, за клуби «Морган Штрассер» та «Піттсбург Каррі Сільвер Топс», а також національну збірну США.  По завершенні ігрової кар'єри — тренер з американського футболу.

## Клубна кар'єра
У футболі дебютував 1925 року виступами за команду клубу «Морган Штрассер». 
Своєю грою за цю команду привернув увагу представників тренерського штабу клубу «Клівленд Славія», до складу якого приєднався 1929 року. Відіграв за них наступний сезон своєї ігрової кар'єри.
1934 року уклав контракт з клубом «Піттсбург Каррі Сільвер Топс», у складі якого провів наступні жодного років своєї кар'єри гравця. 
З 1936 року жодного сезонів захищав кольори «Гейдельберга». 
1938 року перейшов до клубу «Кастл Саннон», де і завершив професійну кар'єру футболіста у 1938 році.

## Виступи за збірну
1934 року дебютував в офіційних матчах у складі національної збірної США. Протягом кар'єри у національній команді провів у її формі 2 матчі, забивши 5 голів.
Зіграв у відборі на ЧС-1934 з Мексикою (4-2), де забив всі 4 м'ячі і на чемпіонаті світу 1934 року в Італії з господарями (1-7), де забив єдиний гол американців.
Помер 9 серпня 1994 року на 88-му році життя.

## Кар'єра тренера
Протягом 28 років з 1938 по 1947 тренував університетські команди з Піттсбурга, Бостона і Нью-Йорка, які грали в американський футбол.
За цей час двічі попрацював з професійними командами з американського футболу. У 1941 році очоливши на 5 матчів «Піттсбург Стілерс», а в 1944 році керував «Клівленд Ремзі» в 11 іграх сезону.